# Cerura splendens
Cerura splendens är en fjärilsart som beskrevs av Jones 1908. Cerura splendens ingår i släktet Cerura och familjen tandspinnare. Inga underarter finns listade i Catalogue of Life.